# 丹下キヨ子

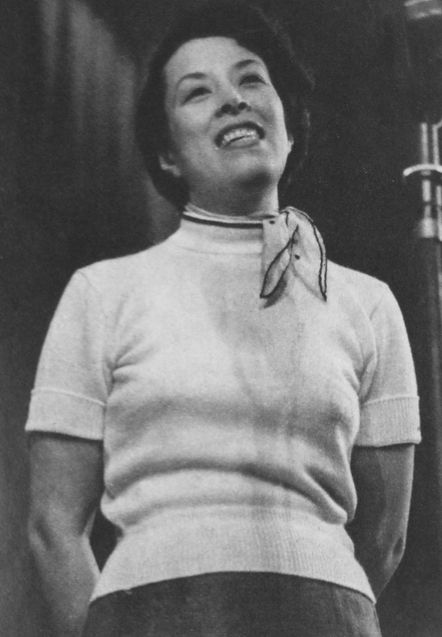
1954年

丹下 キヨ子（たんげ きよこ、1920年（大正9年）1月2日 - 1998年（平成10年）5月4日）は、東京都出身の歌手、女優。本名は、小山キヨ子。

## 経歴
1920年（大正9年）1月2日東京市浅草区（現・東京都台東区）生まれ。日劇ダンシングチーム(NDT)出身。三木鶏郎のグループにも参加。「僕は特急の機関士で」、「ブギウギ列車」等のヒット曲がある。 
1952年（昭和27年）、第2回NHK紅白歌合戦の紅組司会者にもなる。 1950年代から70年代にかけて、東宝、新東宝、日活、東映などの映画に数多く出演。 テレビでも活躍し、『日曜娯楽版』、『渥美清の泣いてたまるか』、『23時ショー』、『だから大好き!』（ジロウの母）、『独占!女の60分』 等に出演、同年代の大物女性タレントである清川虹子、水の江瀧子らと同様、歯に衣着せぬ毒舌を展開しコメンテーターとしても活躍、長らく芸能界の一線で活躍を続けた。また一時期はブラジルで実業家としても活躍していた。
しかし、1970年代後半以降は、長年の持病である糖尿病が悪化、失明の危機に悩まされ（そのため、この頃から眼球を保護するためにサングラスを着用してテレビ番組に出演することが多くなった）、その治療のために入退院を繰り返すようになり、1983年（昭和58年）にはレギュラー出演していた『独占!女の60分』も降板。同時に事実上芸能活動からも引退し、表舞台から姿を消した。
1998年（平成10年）5月4日、千葉県浦安市の自宅で心不全のため死去。78歳没。
長女は1960年代からブラジルで女剣劇役者、和太鼓奏者として活動した丹下セツ子（1940年2月 - 2023年3月16日）、三女は1970年代～80年代に歌手、女優として活躍した小山セリノ。

## 出演作品

### 映画
- ぬかものがたり（1949年）
- エノケンの底抜け大放送（1950年）
- 風流活殺剣（1952年）
- 初恋トコシャン息子（1952年）
- 新やじきた道中（1952年）
- クイズ狂時代（1952年）
- 清水次郎長伝（1952年）
- エンタツちょび髭漫遊記（1952年）
- トコ春じゃもの（1953年）
- 都会の横顔（1953年）
- 鞍馬天狗と勝海舟（1953年）
- 東京マダムと大阪夫人（1953年）
- 娘十六ジャズ祭（1954年）
- 落語長屋のお化け騒動（1954年）
- エノケンの天国と地獄（1954年）
- あんみつ姫 甘辛城の巻（1954年）
- あんみつ姫 妖術競べの巻（1954年）
- 陽気な天国（1955年）
- 初恋カナリヤ娘（1955年）
- スラバヤ殿下（1955年）
- のんき裁判（1955年）
- 忘れないよ（1955年）
- 歌くらべ三羽烏（1955年）
- ニコヨン物語（1956年）
- 地下から来た男（1956年）
- デンスケの宣伝狂（1956年）
- 牛乳屋フランキー（1956年）
- お転婆三人姉妹 踊る太陽（1957年）
- ジャズ娘誕生（1957年）
- 夜の歌謡シリーズ 命かれても（1968年）
- 異常性愛記録 ハレンチ（1969年）
- 昇り竜 鉄火肌（1969年）
- 不良番長 送り狼（1969年）
- 女親分 喧嘩渡世（1969年）
- どですかでん（1970年）
- セックス喜劇 鼻血ブー（1971年）
- 温泉みみず芸者 (1971年)
- 喜劇 セックス攻防戦（1972年）
- 潮騒（1975年）

### テレビドラマ
- 娘の結婚（1964年、NTV）
- なんでも110番（1966年 - 1967年、CX） - 丹下キヨ
- 渥美清の泣いてたまるか　第19回「豚とマラソン」（1966年、TBS）
- こりゃまた結構（1967年、TBS）
- ハレンチ学園（1970年、12ch）
- 一心太助（1971年 - 1972年、CX）- おきん
- だから大好き! 第6話「コートで恋のキューピット! 」（1972年、NTV） - ジロウの母
- ザ・サスペンス「黄色の誘惑」（1983年、TBS）

### バラエティ
- 独占!女の60分（1975年10月 - 1983年3月、テレビ朝日） - サブ司会